# Nacirema

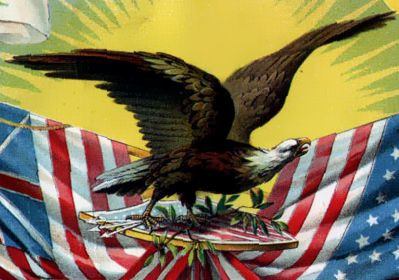
Emblema nacirema

Nacirema («american» escrito al revés) es un término utilizado en antropología y sociología en relación con aspectos del comportamiento y la sociedad de los ciudadanos de Estados Unidos. El neologismo intenta crear un sentido deliberado de auto-distanciamiento para que los antropólogos estadounidenses puedan mirar su propia cultura de una manera más objetiva.

## «Ritual corporal entre los nacirema»
El uso original del término en el contexto de las ciencias sociales fue en «Body Ritual between the Nacirema», en el que satiriza  los artículos antropológicos sobre «otras» culturas y la cultura de los Estados Unidos . Horace Mitchell Miner escribió el artículo y lo publicó originalmente en la edición de junio de 1956 de American Anthropologist.
En el periódico, Miner describe a los nacirema, una tribu poco conocida que vive en América del Norte. La forma en que escribe sobre las curiosas prácticas que realiza este grupo aleja a los lectores del hecho de que el grupo norteamericano descrito corresponde en realidad a los estadounidenses de hoy en día de mediados de los cincuenta.
Miner presenta a los nacirema como un grupo que vive en el territorio entre los cree canadienses, los yaquis y los tarahumare de México y los caribes y arawak de las Antillas. El artículo describe el ideal occidental típico para la limpieza bucal, además de ofrecer una visión externa de la atención hospitalaria y la psiquiatría. Se describe que los nacirema tienen una economía de mercado altamente desarrollada que ha evolucionado dentro de un rico hábitat natural.
El artículo de Miner se convirtió en un trabajo popular, reimpreso en muchos libros de texto introductorios, y utilizado como ejemplo de análisis de proceso en el texto literario The Bedford Reader . El artículo recibió la mayor cantidad de solicitudes de permiso de reimpresiones que cualquier otro artículo de American Anthropologist.
Algunos de los aspectos populares de la cultura Nacirema incluyen: curanderos y sanadoras (médicos, psiquiatras y farmacéuticos), una caja de encantamientos (botiquín), el ritual del rito bucal (cepillarse los dientes) y un héroe cultural conocido como Notgnihsaw (Washington, escrito al revés). Estas prácticas rituales se preceptúan como la forma en que los humanos deben comportarse en presencia de cosas sagradas. Estos aspectos sagrados son los rituales en los que los nacirema participan a lo largo de sus vidas.

## La misteriosa caída de los nacirema
En 1972, Neil B. Thompson volvió a visitar a los nacirema, tras la caída de su civilización. El artículo de Thompson, a diferencia del de Miner, ofreció principalmente un comentario social centrado en cuestiones ambientales . Thompson prestó especial atención al culto Elibomotua (automóvil al revés) y sus esfuerzos por modificar el medio ambiente.

La alta estima del culto se demuestra por el hecho de que cerca de todos los núcleos de población, cuando no se ven perturbados por la acumulación de escombros, los arqueólogos han encontrado colecciones grandes y ordenadas del símbolo del culto Elibomotua. La gran cantidad de estas colecciones nos ha brindado la oportunidad de reconstruir con considerable confianza las principales ideas del culto. Los símbolos más nuevos parecen haberse acercado casi al máximo del ideal cultural de Nacirema. Sus colores, material y tamaño sugieren un dispositivo móvil cerrado que no corresponde a ningún color o forma que se encuentre en la naturaleza, aunque algunas autoridades sugieren que, en algún momento temprano del desarrollo, el huevo pudo haber sido el modelo. El dispositivo contaba con su propio sistema de control de clima, así como con un sistema que protegía muchos de los rayos más cortos del espectro de luz.

Este artículo se reimprime y aparece como el capítulo final de una antología, Nacirema: Readings on American Culture (en español: nacirema: lecturas sobre la cultura estadounidense). El volumen contiene una serie de investigaciones académicas sobre la antropología social estadounidense, así como un artículo más de la serie Nacirema, de Willard Walker de Universidad Wesleyana: «La retención de conceptos lingüísticos populares y la casta ti'ycir en la cultura nacirema contemporánea», que lamenta el ritual corrosivo y subyugante de asistir a sguwlz . Sobre fonología, el antropólogo señala:

El sistema de vocales de Secular Nacireman consta de nueve vocales fonémicamente distintas que se distinguen sobre la base de tres grados de altura de la lengua y tres grados de avance de la lengua. ... No puede haber duda en cuanto a la validez de estos nueve fonemas vocálicos, ya que cada uno está atestiguado por un número mínimo de pares obtenidos independientemente de varios informantes. Curiosamente, sin embargo, la mayoría de los informantes insisten en que sólo existen cinco vocales en el idioma: estas se llaman ˀey, ˀiy, ˀay, ˀow y yuw, y se citan invariablemente en ese orden precisamente. ... El descubrimiento del mito extendido del sistema de cinco vocales llevó al presente autor a realizar una serie de entrevistas intensivas y administrar cuestionarios a una muestra de informantes de Nacireman con miras a trazar los contornos generales de la lingüística popular de Nacireman. Esta estrategia de investigación finalmente proporcionó evidencia convincente de que es la casta ti'ycir la que ha diseminado la noción del sistema de cinco vocales.

 
Esto se refiere a la conceptualización del sistema de vocales en inglés basado en la ortografía (con 5 vocales), que está en marcado contraste con el sistema actual (con nueve vocales y varios diptongos).

## Nacirema vs. Teamsterville
Gerry Philipsen (1992) estudia lo que él denomina «códigos de habla» entre los nacirema, que contrasta con los códigos de habla de otro grupo semificticio de estadounidenses, los habitantes de la cultura Teamsterville. Los nacirema de Philipsen son, principalmente, estadounidenses de clase media de la costa oeste.